# René Vlaeyen
René Vlaeyen (Diest, 1947) is een Belgisch televisieproducent en oprichter en directeur van productiehuis R.V. Productions.

## Biografie

### Jeugd
Vlaeyen groeide op in Bekkevoort in een gezin van zeven kinderen en bracht zijn schooltijd door op het internaat van Haasrode en vervolgens op de katholieke normaalschool van Tienen. Zijn laatste jaar humaniora volbracht hij aan het atheneum van Diest. In 1964 richt hij samen met broer Robert de rockgroep The Playboys op. Later veranderde de naam van de band in The Hillstones (naar hun ouderlijk huis "op de Steenberg" waar de repetities plaatsvonden) en vervolgens in The Bats. De vijfkoppige formatie bracht verschillende singles uit maar geen studioalbum en trad enkele keren op op de nationale televisie.

### Carrière
Robert richtte later de popgroep Octopus op maar René sloeg een andere weg in. Hij werd vertegenwoordiger voor een drukkerij en later opsteller voor de Boerenbond. Daar kreeg hij een opleiding tot fiscaal raadgever. Na een optreden van The Bats bij Mike Verdrengh kreeg hij het verzoek om naar diens belastingaangifte te kijken en ontdekte er zowaar een fout die Verdrengh 70.000 frank opleverde. Vlaeyen werd terstond door meerdere televisiepersoonlijkheden gevraagd om hun belastingaangifte te doen en toen o.a. Mike Verdrengh, Eric Dillens, Jo Harris het plan opvatte om een artiestenbureau op te richten werd Vlaeyen gevraagd als financieel bediende waar hij later vennoot en manager werd.

## R.V. Productions
In 1980 richt Vlaeyen R.V. Productions op dat theatershows gaat verzorgen van Gaston en Leo. Vanaf het begin van de commerciële televisie in Vlaanderen met de komst van VTM verhuizen Gaston en Leo van de BRT naar VTM en R.V. Productions levert vanaf dat moment ook televie-optredens. Naast Gaston en Leo produceert het productiehuis ook verschillende komische series zoals De Kotmadam, Lili en Marleen en De zonen van Van As.

## Nevenactiviteiten
Vlaeyen was enige tijd voorzitter van de Lions Club Diest.